# Selección de baloncesto de Chipre
La selección de baloncesto de Chipre (en griego: Εθνική ομάδα μπάσκετ της Κύπρου) es el equipo formado por jugadores de nacionalidad chipriota que representa a la Federación de Baloncesto de Chipre (CBF) en las competiciones internacionales organizadas por la Federación Internacional de Baloncesto (FIBA) o el Comité Olímpico Internacional (COI): los Juegos Olímpicos, la Copa Mundial de Baloncesto y el EuroBasket.
Chipre se unió a la FIBA en 1974, donde el equipo ha competido principalmente en competiciones más pequeñas como los Juegos de los Pequeños Estados de Europa, ganándolos nueve veces. Sin embargo, Chipre hará su debut en la máxima competición continental, el EuroBasket, como coanfitrión en 2025.

## Historial

### Copa Mundial
Resultado General: No ocupa puesto
| Copa Mundial de Baloncesto |
| --- |
| - 1950: No calificó - 1954: No calificó - 1959: No calificó - 1963: No calificó - 1967: No calificó - 1970: No calificó - 1974: No calificó - 1978: No calificó - 1982: No calificó - 1986: No calificó - 1990: No calificó - 1994: No calificó - 1998: No calificó - 2002: No calificó - 2006: No calificó - 2010: No calificó - 2014: No calificó - 2019: No calificó - 2023: No calificó - 2027: TBD |

### Juegos Olímpicos
| Baloncesto en los Juegos Olímpicos |
| --- |
| - Berlín 1936: No calificó - Londres 1948: No calificó - Helsinki 1952: No calificó - Melbourne 1956: No calificó - Roma 1960: No calificó - Tokio 1964: No calificó - México 1968: No calificó - Múnich 1972: No calificó - Montreal 1976: No calificó - Moscú 1980: No calificó - Los Ángeles 1984: No calificó - Seúl 1988: No calificó - Barcelona 1992: No calificó - Atlanta 1996: No calificó - Sídney 2000: No calificó - Atenas 2004: No calificó - Pekín 2008: No calificó - Londres 2012: No calificó - Río 2016: No calificó - Tokio 2020: No calificó - París 2024: No calificó |

### EuroBasket
| EuroBasket |
| --- |
| - 1935: No participó - 1937: No participó - 1939: No participó - 1946: No participó - 1947: No participó - 1949: No participó - 1951: No participó - 1953: No participó - 1955: No participó - 1957: No participó - 1959: No participó - 1961: No participó - 1963: No participó - 1965: No participó - 1967: No participó - 1969: No participó - 1971: No participó - 1973: No participó - 1975: No participó - 1977: No participó - 1979: No participó - 1981: No participó - 1983: No participó - 1985: No participó - 1987: No participó - 1989: No participó - 1991: No participó - 1993: No participó - 1995: No participó - 1997: No participó - 1999: No participó - 2001: No participó - 2003: No participó - 2005: No participó - 2007: No participó - 2009: No participó - 2011: No participó - 2013: No participó - 2015: No participó - 2017: No participó - 2022: No participó - 2025: TBD |

### Campeonato Europeo División C
| 1988: | Medalla de bronce | 1990: | Medalla de plata | 1992: | Medalla de bronce |  |  |
| 1994: | Medalla de plata  | 1996: | No participó     | 1998: | No participó      |  |  |
| 2000: | No participó      | 2002: | No participó     | 2004: | No participó      |  |  |
| 2006: | No participó      | 2008: | No participó     | 2010: | No participó      |  |  |
| 2012: | No participó      | 2014: | No participó     | 2016: | No participó      |  |  |
| 2018: | No participó      | 2021: | No participó     |       |                   |  |  |

## Palmarés
- Campeonato Europeo de Baloncesto de los Países Pequeños:
  -  Subcampeón (2): 1990, 1994
  -  Tercer lugar (2): 1988, 1992

- Juegos de los Pequeños Estados de Europa:
  -   Campeón (9): 1985, 1995, 1997, 2001, 2003, 2005, 2009, 2013, 2017
  -  Subcampeón (2): 1989, 1993
  -  Tercer lugar (2): 1991, 2023